# Phare de Lowestoft
Le phare de Lowestoft est un phare situé dans le village côtier de Lowestoft, dans le comté du Suffolk en Angleterre. Il se trouve sur la côte de la mer du Nord près de Ness Point (en), le point le plus à l'est de l'Angleterre.
Ce phare est géré par le Trinity House Lighthouse Service à Londres, l'organisation de l'aide maritime des côtes de l'Angleterre.
Il est maintenant protégé en tant que monument classé du Royaume-Uni de Grade II depuis 1949.

## Histoire
Les deux premiers phares à Lowestoft ont été construits en 1609, sur l'embarcadère pour marquer les bancs de sable dangereux autour de la côte. Les deux feux étaient alimentés à l'origine par des bougies. En s'alignant sur les deux lumières, les navires pouvaient naviguer dans le Stamford Channel qui n'existe plus. Ils ont été reconstruits en 1628 et de nouveau en 1676. C'est à cette époque qu'une des deux lumières a été déplacée sur le haut des falaises au-dessus de Denes, l'emplacement actuel du phare de 1874, pour aider à la navigation des navires plus loin de la côte. La deuxième lumière (Low Light) a été interrompu en 1706 à la suite de l'empiètement de la mer sur le rivage, mais a été rétabli en 1730 sur une structure mobile en fonction des transformations du littoral.
La tour (High Light) a été reconstruite en 1874 avec l'intention d'y monter une lumière électrique. Quand le phare a été mis en service, la lampe fut alimentée à l'huile de paraffine. L'électrification n'a été effectué qu'en 1936. Le phare, avec deux chalets utilisés à l'origine par les gardiens de phare, est un bâtiment classé Grade II.
Le phare, ainsi que le phare de Southwold plus au sud, a été menacé par la fermeture en 2005 par Trinity House car les compagnies de navigation utilisent de plus en plus les systèmes de navigation par satellite plutôt que de la signalisation des phares. Les deux phares ont été laissées en service en 2009 à la suite d'un examen par Trinity House qui a constaté que les systèmes de navigation par satellite ne sont pas encore suffisamment fiables.
Identifiant : ARLHS : ENG-072 - Amirauté : A2280 - NGA : 1620 .
|                    |
| Le Phare vers 1890 |

|                  |
| Le phare en 2006 |

### Lien connexe
- Liste des phares en Angleterre